# Lepturges zonula
Lepturges zonula là một loài bọ cánh cứng trong họ Cerambycidae.